# Marcin Orliński

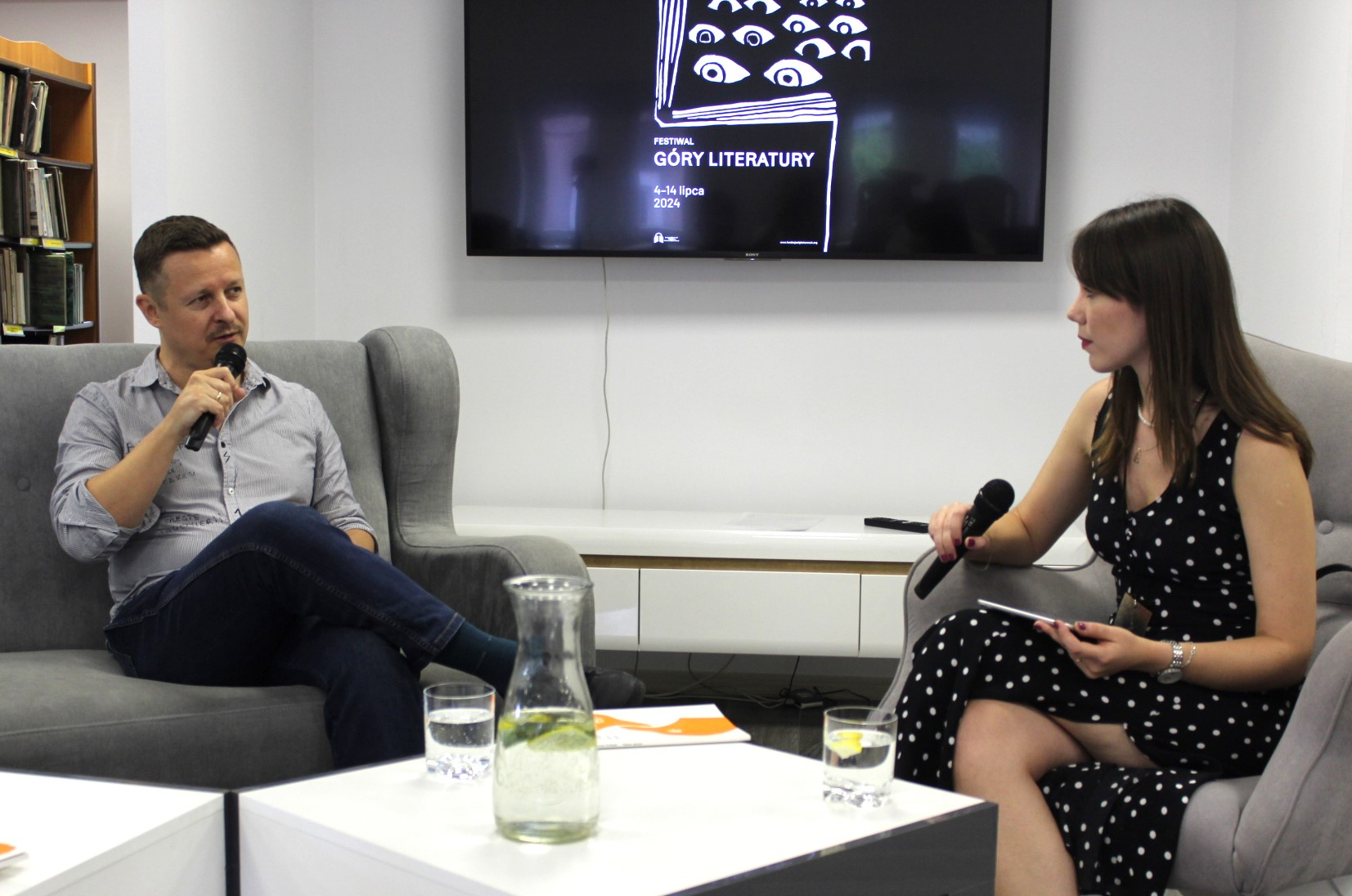
Marcin Orliński, Ewelina Adamik

Marcin Orliński (ur. 6 czerwca 1980 w Warszawie) – polski poeta, prozaik, krytyk literacki i redaktor.

## Życiorys
Absolwent filozofii na Uniwersytecie Warszawskim. Laureat Nagrody im. Adama Włodka za rok 2015. Stypendysta Ministra Kultury i Dziedzictwa Narodowego oraz m.st. Warszawy w dziedzinie literatury. Publikował m.in. w „Gazecie Wyborczej”, „Rzeczpospolitej”, „Newsweeku”, „Zeszytach Poetyckich”, „Tygodnik Powszechnym” i „Twórczości”. Jego wiersze były tłumaczone na języki: angielski, czeski, francuski, hiszpański, niemiecki, rosyjski, słoweński, szwedzki i ukraiński. Był redaktorem naczelnym Biblioteki Debiutów przy „Zeszytach Poetyckich” i zastępcą redaktor naczelnej w kwartalniku „Przekrój”. Od 2021 r. współpracuje z amerykańską artystką Alexandrą Grant jako kurator literacki i redaktor. Mieszka w Warszawie.

## Książki z pogranicza gatunków
- Pegaz, gazu!, Wydawnictwo Biblioteki Śląskiej, Katowice 2025, ISBN  978-83-67152-97-6

## Poezja
- Mumu humu, Zielona Sowa, Kraków 2006, ISBN 978-83-7435-258-1
- Parada drezyn, SPP Oddział w Łodzi, Łódź 2010, ISBN 978-83-62733-02-6
- Drzazgi i śmiech, WBPiCAK, Poznań 2010, ISBN 978-83-60746-94-3
- Tętno, SPP Oddział w Łodzi, Łódź 2014, ISBN 978-83-62733-23-1
- Środki doraźne, WBPiCAK, Poznań 2017, ISBN 978-83-64504-96-9
- Późne słońce, Wydawnictwo Wolno, Lusowo 2023, ISBN 978-83-965822-4-9

## Proza
- Zabiegi, WBPiCAK, Poznań 2014, ISBN 978-83-64504-16-7

## Krytyka literacka
- Płynne przejścia, Instytut Mikołowski, Mikołów 2011, ISBN 978-83-60949-93-1

## Redakcja
Tomy wierszy:
- Grzegorz Kwiatkowski, Przeprawa, „Zeszyty Poetyckie”, Gniezno 2008
- Małgorzata Lebda, Tropy, „Zeszyty Poetyckie”, Gniezno 2009
- Jakub Sajkowski, Ślizgawki, „Zeszyty Poetyckie”, Gniezno 2010
- Jacek Kukorowski, Tagi, „Zeszyty Poetyckie”, Gniezno 2011
- Krzysztof Szeremeta, Nowy dokument tekstowy, „Zeszyty Poetyckie”, Gniezno 2011
- Aglaja Janczak, Cechy wspólne, Fundacja Duży Format, Warszawa 2023

Antologie:
- Anthologia#2 OFF_ZP New Polish Poets, OFF_press, Londyn 2010[1]
- Free Over Blood, OFF_press, Londyn 2011

## Nagrody i nominacje
- Nagroda im. Adama Włodka za rok 2015 przyznana przez Fundację Wisławy Szymborskiej[2]
- Nominacja do Orfeusza – Nagrody Poetyckiej im. K.I. Gałczyńskiego 2018 za tom Środki doraźne[3]
- Nominacja do finału Orfeusza – Nagrody Poetyckiej im. K.I. Gałczyńskiego 2024 za tom Późne słońce[4]
- Nominacja do Nagrody Literackiej m.st. Warszawy 2024 za tom Późne słońce[5]